# Линколн Парк (Њујорк)
Линколн Парк (енгл. Lincoln Park) насељено је место без административног статуса у америчкој савезној држави Њујорк.

## Демографија
По попису из 2010. године број становника је 2.366, што је 29 (1,2%) становника више него 2000. године.
| Група             | 2000.         | 2010.         |
| Белци             | 2.134 (91,3%) | 1.975 (83,5%) |
| Афроамериканци    | 78 (3,3%)     | 106 (4,5%)    |
| Азијати           | 35 (1,5%)     | 53 (2,2%)     |
| Хиспаноамериканци | 60 (2,6%)     | 159 (6,7%)    |
| Укупно            | 2.337         | 2.366         |